# Naked Lunch (película)
Naked Lunch es una película canadiense de misterio-fantástica y drama de 1991 escrita y dirigida por David Cronenberg y basada en la novela homónima de William S. Burroughs. Está protagonizada por Peter Weller, Judy Davis, Ian Holm, Julian Sands y Roy Scheider y ha sido galardonada con varios premios cinematográficos canadienses e internacionales. En la actualidad está considerada como una película de culto.

## Argumento
William Lee -seudónimo de Burroughs en su primera novela, Yonqui (o Junkie en el original en inglés)- es un exterminador de plagas que descubre que su mujer le está robando insecticida para drogarse. Lee es arrestado y en la jefatura cree estar alucinando a causa de una prolongada exposición al insecticida, dado que ahí conoce y escucha a un insecto gigante que, pasándose por su superior, le asigna la misión de asesinar a su esposa (Joan Lee), ya que, según el insecto, es una agente de una organización secreta llamada Interzona. William Lee, en su intento por librarse de la alucinación, desuella al insecto e ignora sus instrucciones.
Lee, preocupado por el episodio, visita al doctor Benway para pedirle ayuda profesional en su intento para evitar recaer. Este le receta entonces un medicamento llamado carne negra, que bloquea poco a poco el efecto del insecticida. Al volver a casa, Lee encuentra a su mujer en situaciones íntimas con Hank, uno de sus amigos escritores y, poco después, Lee le dispara a su mujer accidentalmente mientras ambos imitaban el número de Guillermo Tell con una pistola. En su huida conoce a Kiki, un joven homosexual que a su vez le presenta a una extraña criatura llamada Mugwump, que le entrega un billete hacia el país donde opera Interzone, animándolo a unirse a dicha institución, ya que tras ese asesinato nadie más podrá brindarle ayuda. Posteriormente, Lee consigue en una casa de empeño una vieja máquina de escribir (llamada Clark Nova, por su marca) a cambio de la pistola con la que mató a su esposa y las balas.
Habiendo cumplido sin querer su “misión”, Lee huye a Interzona y pasa tiempo escribiendo informes de lo que ocurre a su alrededor. Allí, la máquina de escribir Clark Nova que Lee usa se revela como una criatura viviente con apariencia de escarabajo, que acostumbra a aconsejarle acerca de su misión. Desde el comienzo de su estancia en aquel nuevo país conoce a Hans, quien le ofrece suministros de carne negra. Ahí también conoce a Tom Frost y a Joan Frost, de quien se enamora en cuanto la ve, aunque más adelante es Clark Nova quien le pide seducirla para obtener información de ella sobre la verdad tras Interzona. Tras varios sucesos que incluyen intercambios y motines de máquinas de escribir entre el señor Frost y Lee, este último termina sin poseer ninguna máquina con la que trabajar como informante, por lo que, al reencontrarse con Kiki, lo ayuda a conseguir una máquina de escribir nueva.
Para llegar al fondo de todo, Lee descubre en su “misión final” que la carne negra, el medicamento que le dieron antes de iniciar su viaje, es en realidad la droga que inicia todas las alucinaciones por las que ha pasado, así que decide localizar al doctor Benway, quien le proporcionó la sustancia por primera vez, y para ello visita junto con Kiki la mansión de Yves Cloquet. Aquí se desarrolla una de las escenas más escalofriantes de la película, pues Lee implícitamente le ofrece el cuerpo del joven Kiki a Cloquet a cambio de más información, de modo que Cloquet le revela que Fadela y el doctor Benway siempre andan juntos y que para verlo a él, primero tiene que localizarla a ella.
Clark Nova, la máquina de escribir, le dice dónde encontrar a Fadela antes de averiarse por completo. Finalmente, Lee visita un recinto que aparentemente es la base principal de Interzona en ese país (una fábrica de drogas), donde encuentra una vez más a Hans y a varias personas más retenidas bajo el efecto de una droga líquida producida por cientos de criaturas encadenadas iguales a Mugwump. Lee también encuentra a Joan Frost, pero sigue frenéticamente esclavizada como informante. Por último, Lee descubre que Fadela y el doctor Benway son la misma persona. El doctor Benway le aplaude que haya llegado tan lejos y le pregunta qué querría a cambio de seguir trabajando para él en otra misión en el extranjero, a lo que Lee contesta que desea liberar a Joan Frost, petición a la que Benway accede.
En la última escena se ve cómo Lee llega junto con Joan Frost a la frontera del nuevo país al que le envían, pero, tras ser detenido por dos oficiales de frontera, Lee intenta reproducir el mismo espectáculo de Guillermo Tell que solía realizar con su antigua esposa y nuevamente falla, asesinando sin querer a Joan Frost frente a los oficiales de policía.

## Reparto
- Peter Weller como William Lee.
- Judy Davis como Joan Frost/Joan Lee.
- Ian Holm como Tom Frost.
- Julian Sands como Yves Cloquet.
- Roy Scheider como el doctor Benway.
- Monique Mercure como Fadela.
- Nicholas Campbell como Hank.
- Michael Zelniker como Martin.
- Robert A. Silverman como Hans.
- Joseph Scoren como Kiki.
- Yuval Daniel como Hafid.
- John Friesen como Hauser.
- Sean McCann como O'Brien.
- Howard Jerome como A.J. Cohen
- Peter Boretski como Voces de la criaturas/Exterminador número 2.

## Producción

### Adaptación
El guion de El almuerzo desnudo está basado no solo en la novela de Burroughs, sino también en otros trabajos suyos, y en datos autobiográficos sobre su vida. Puede verse como una adaptación metaficcional, en el sentido de que describe el proceso de escritura de la propia novela. Algunos personajes están vagamente basados en personas que Burroughs conoció: Hank y Martin se basan en Jack Kerouac y Allen Ginsberg (que ayudaron a Burroughs a compilar los textos que darían lugar a la novela), y Tom y Joan Frost en Paul y Jane Bowles de quien Burroughs se hizo amigo en África.[cita requerida]
La muerte de Joan Lee está basada en la de Joan Vollmer (esposa de hecho de Burroughs) en 1951. Burroughs disparó a Vollmer, ocasionándole la muerte, mientras llevaban a cabo (borrachos) el número de Guillermo Tell en una fiesta en México, D. F.. Más tarde huiría de los Estados Unidos y sería declarado culpable "en ausencia" de homicidio. La sentencia, de dos años de cárcel, fue posteriormente suspendida. Burroughs dijo más tarde que «nunca se hubiera convertido en escritor de no ser por la muerte de Joan».[cita requerida]
Aunque la película se toma bastantes libertades con respecto a la novela de Burroughs', un segmento, en el que Lee narra la historia del "Talking Asshole", es tomado literalmente del libro.

## Banda sonora
La música de la película está compuesta por un colaborador habitual de Cronenberg, Howard Shore, e incluye al músico de free jazz Ornette Coleman. La música de Master Musicians of Jajouka también aparece a lo largo de la película, lo que la convierte en una de las pocas producciones americanas que incluyen material de estos músicos (la película The Cell sería otra).

## Recepción
Las reacciones hacia la película fueron variadas. Algunos críticos vieron en ella una excelente representación de los temas habitualmente presentes en la filmografía de Cronenberg: la relación entre el cuerpo y la máquina, los cambios biológicos, y la enfermedad.[cita requerida] Hal Hinson, del Washington Post, declaró que era una obra maestra, y varios críticos, entre los que se cuenta Jonathan Rosenbaum (que la incluyó en su lista de las 10 mejores películas del año) la elogiaron. Sin embargo, el experto en la literatura de Burroughs Timothy S. Murphy opina que la película es una adaptación liosa que refleja la personalidad de Cronenberg por encima de Burroughs. Murphy considera que la subversiva y alegóricamente política representación que hace Burroughs del mundo de las drogas y la homosexualidad se convierte en manos de Cronenberg en algo meramente estético, o en imaginería propia de una película de terror. Murphy aduce que el estilo literario de Burroughs, social y políticamente posicionado, se convierten en la película en la mera alucinación de un yonqui, y que al incluir en la película detalles de la vida del propio Burroughs, Cronenberg convierte una anti-romántica, amargamente crítica y satírica novela en una convencional bildungsroman.

### Premios
Genie Awards (de ámbito canadiense): 1992
- Mejor película
- Mejor director - David Cronenberg
- Mejor actriz de reparto - Monique Mercure
- Mejor dirección artística - Carol Spier
- Mejor fotografía - Peter Suschitzky
- Mejor sonido - Peter Maxwell, Brian Day, Don White, David Appleby
- Mejores efectos de sonido

ALFS Award: 1993
- Actriz del año - Judy Davis

NSFC Award: 1992
- Mejor director - David Cronenberg
- Mejor guion - David Cronenberg

NYFCC Award: 1991
- Mejor guion - David Cronenberg
- Mejor actriz de reparto - Judy Davis